# Sieben Kapellen
Sieben Kapellen ist ein Architekturprojekt der Siegfried-und-Elfriede-Denzel-Stiftung, bei der 2018–2020 sieben Kapellen entlang des Schwäbischen Donauradwegs entstanden.

## Geschichte
Der Holzunternehmer Siegfried Denzel (* 1931) aus Wertingen initiierte und finanzierte zusammen mit seiner Frau Elfriede (1927–2025) den Bau von sieben Kapellen. Jede Kapelle wurde von einem anderen Architekten entworfen. Die Kapellen sollten nach dem Wunsch der Stifter aus Holz errichtet werden, ein Kreuz enthalten und jederzeit öffentlich zugänglich sein. Der Bezirksheimatpfleger Peter Fassl entwickelte das Projekt im Februar 2017 im Auftrag der Stiftung. Der Augsburger Architekt Hans Engel war technischer Berater und Begleiter des Projekts. Den Holzbau übernahm die Firma Gumpp & Maier aus Binswangen.
Der 7-Kapellen-Film wurde von Jens Weber und Orla Connolly gedreht.

## Kapellen

### Kapelle Buttenwiesen (Bei den Schwaigen)
Die Kapelle Buttenwiesen erinnert mit ihrer Form eines ansteigenden Zeltdaches, das von Holzschindeln ummantelt ist, an zum Gebet gefaltete Hände. Die Innenwände aus Schichtholz sind höchst aufwendig mit einem Hohleiusen berabeitet, so dass sich eine sehr lebendeige Wandstruktur ergibt. Die zwölf Meter hohe Kapelle liegt in der Ludwigsschwaige (Standort). Sie wurde von Alen Jasarevic entworfen und im Mai 2020 eingeweiht.

### Kapelle Emersacker (Laugnatal)
Auf einer Lichtung am Waldrand ragt die 12 m hohe „Blaue Kapelle Laugnatal“ steil auf. Sie liegt am Radweg zwischen Emersacker und Welden (Standort). Ihr Inneres ist nur durch das Oberlicht aus blauem Glas beleuchtet. Architekt der Kapelle ist Wilhelm Huber. Der Bau wurde am 15. Dezember 2018 ökumenisch gesegnet.

### Kapelle Gundelfingen von Hans Engel
Die erste der sieben Kapellen steht direkt am Radweg Richtung Offingen (Standort). Sie wurde am 30. Juni 2018 ökumenisch gesegnet und steht in Gundelfingen. Architekt Hans Engel aus Augsburg entwarf das 5,06 m hohe Gebäude mit 12 Rundsäulen aus Lärchenholz. In der Mitte hängt eine Farbglasscheibe mit einem Kreuz.

### Kapelle Oberbechingen
Die 7,30 m hohe Kapelle von Frank Lattke am Radweg zwischen Oberbechingen und Dattenhausen (Standort) ist eine markante Wegmarke am Rand eines kleinen Naturschutzgebiets. Das außen silbrig verwitterte Holz und die lichten Holzfarben des Innenraums stehen in einem raffinierten Kontrast. Man merkt dem Bau an, dass der Architekt das Handwerk als Schreiner erlernt hat. Die Belichtung durch die schmalen Lattenzwischenräume und die Bögen der Gewölbe lassen den Raum kathedralartig erscheinen, doch der Blick nach draußen ist ebenso einbezogen. Die Kapelle wurde am 28. September 2019 ökumenisch gesegnet.

### Kapelle Oberthürheim
Die siebte und letzte Kapelle bei Oberthürheim (Standort) wurde im Dezember 2020 errichtet, die Einweihung wurde wegen der COVID-19-Pandemie in den Sommer 2021 verlegt. Christoph Mäckler entwarf die 12,30 m hohe „Kathedrale aus Lärchenholz“ in Blockbauweise. Im Inneren wird sie von 172 kleinen blauen Farbgläsern und einem golldgelben Glaskreuz in der Wand. Vom etwas erhöhten Standort der Kapelle, an einer alten mit hohen Bäumen bestandenen Wegkreuzung, hat man einen weiten Blick ins Donautal. Die Kapelle ist dadurch weithin sichtbar.

### Kapelle Kesselostheim
In der Nähe von Kesselostheim, einem Gemeineteil von Bissingen, steht die sechste Kapelle, entworfen von Volker Staab. (Standort). Die 14 m hohe, schlanke Turmkapelle über quadratischem Grundriss ist weithin sichtbar sehr prominent an einer steilen Hangkante errichtet worden. Die Fassade ist von Holzlamellen geprägt. Mit dem Zuweg über einen langen Steg mit einer Bank und einen Vorplatz wird die beengte Grundstückssituation zu einem städtebaulichen Rahmen. Die ökumenische Segnung der Kapelle fand am 19. September 2020 statt.

### Kapelle Unterliezheim
Am gleichen Tag wie in Emersacker war auch die ökumenische Segnung der Kapelle in Unterliezheim (Standort). Der britische Architekt John Pawson entwarf den 7,22 m hohe schmalen Blockbau aus enormen, 12 m langen Douglasienstämmen quer auf, mit der Breitseite zu Straße und Tal. Vom Standort der Kapelle hat man einen weiten Blick ins Tal. Im Inneren wird der Blick durch das einzige rechteckig in die Baumstämme eingeschnittene, unverglaste Fenster ins Tal gelenkt. Der Blickausschnitt wirkt so wie gerahmtes Bild, das wetterabhängig strahlt, verschwimmt oder auch verschneit sein kann. Das schlichte Kreuz in der Schmalwand aus gelbem Bernsteinglas und die fast unsichtbaren Oberlichter geben dem minimalistischen Raum zusätzliche Helligkeit. Eine durchgehende Betonbank durchzieht den Bau der Länge nach.

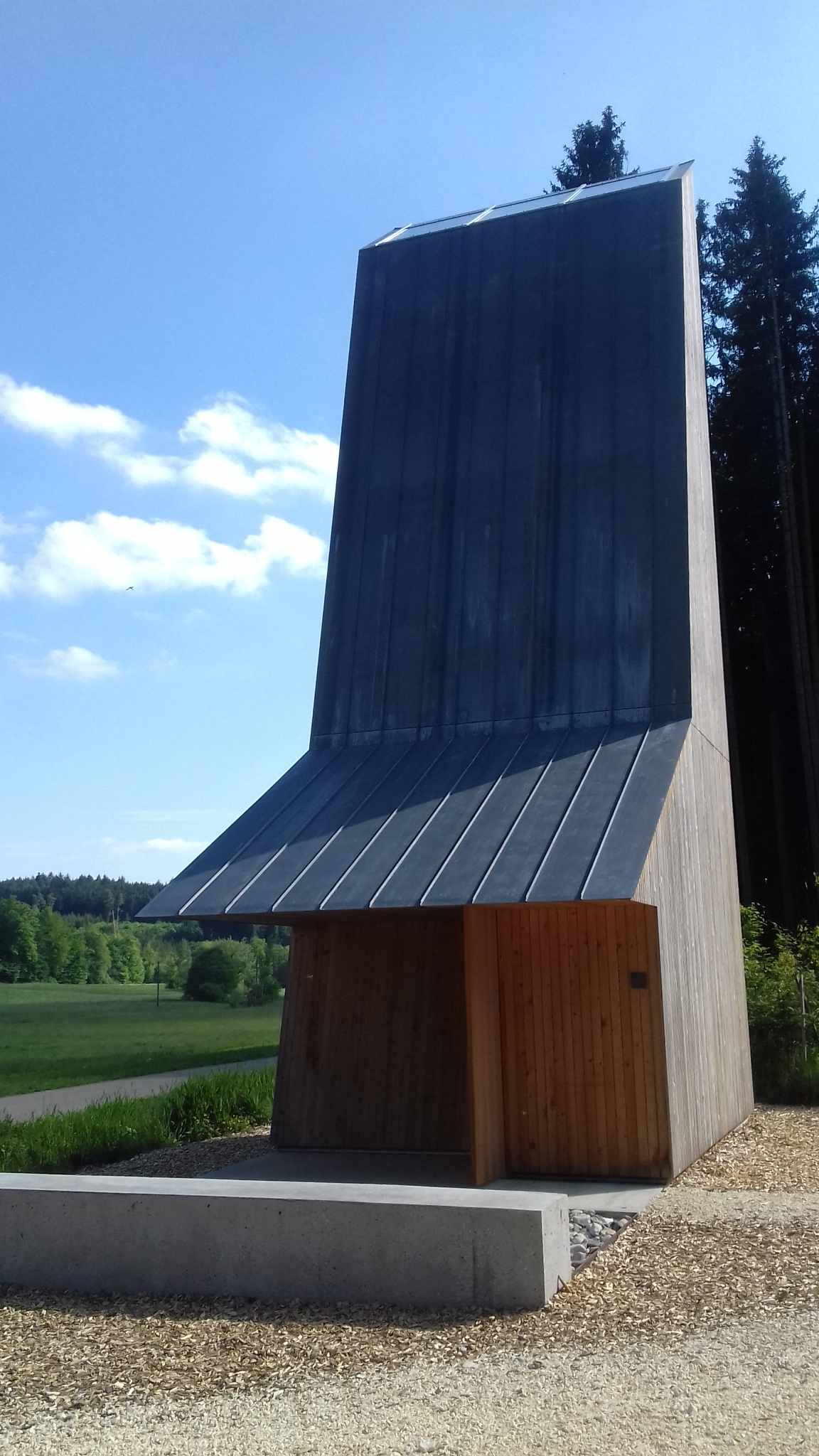
Kapelle Emersacker  (Laugnatal) von Wilhelm Huber, Außenansicht
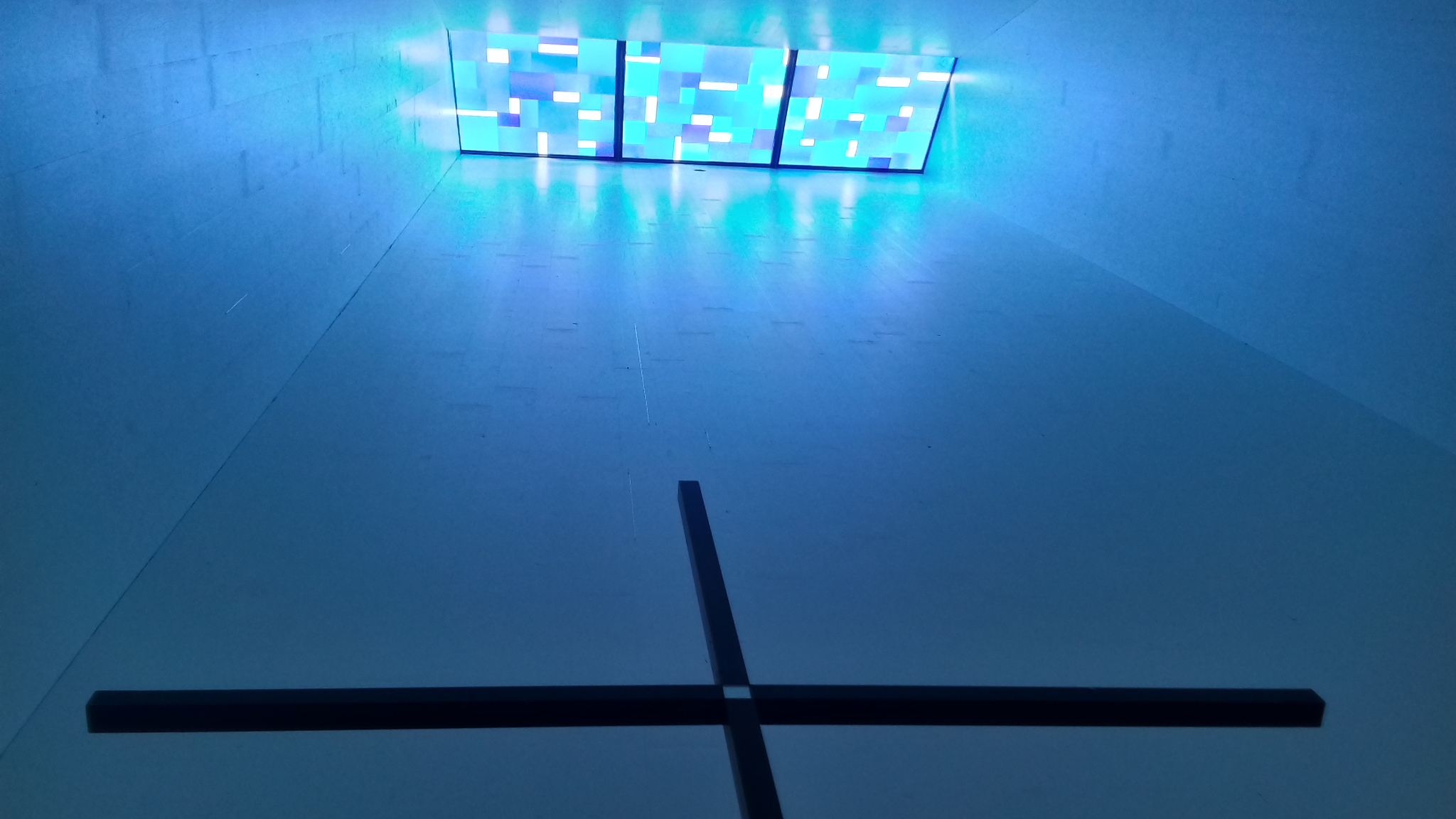
Kapelle Emersacker,  (Laugnatal) von Wilhelm Huber, Blick nach oben
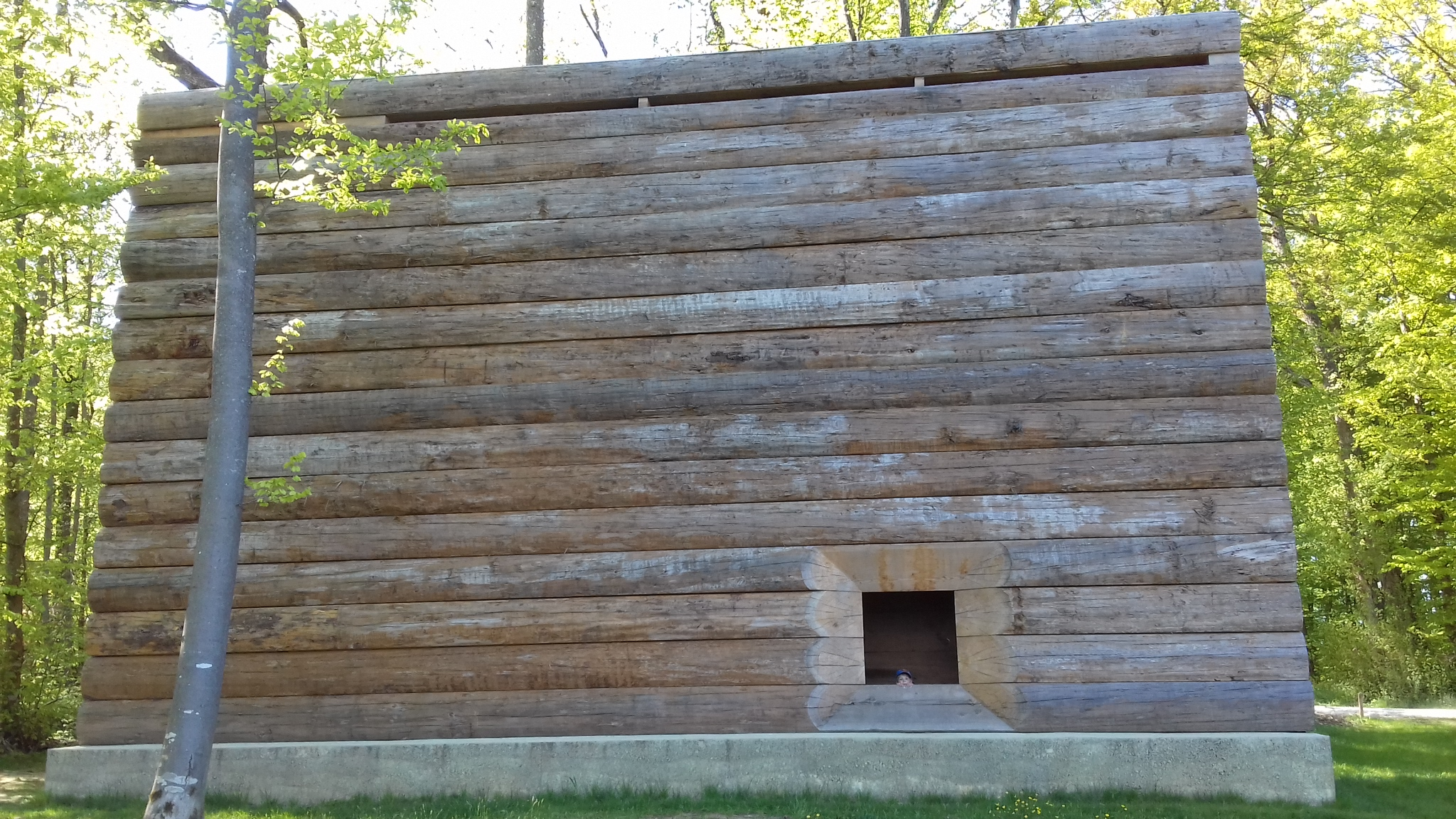
Kapelle Unterliezheim von John Pawson, Außenansicht
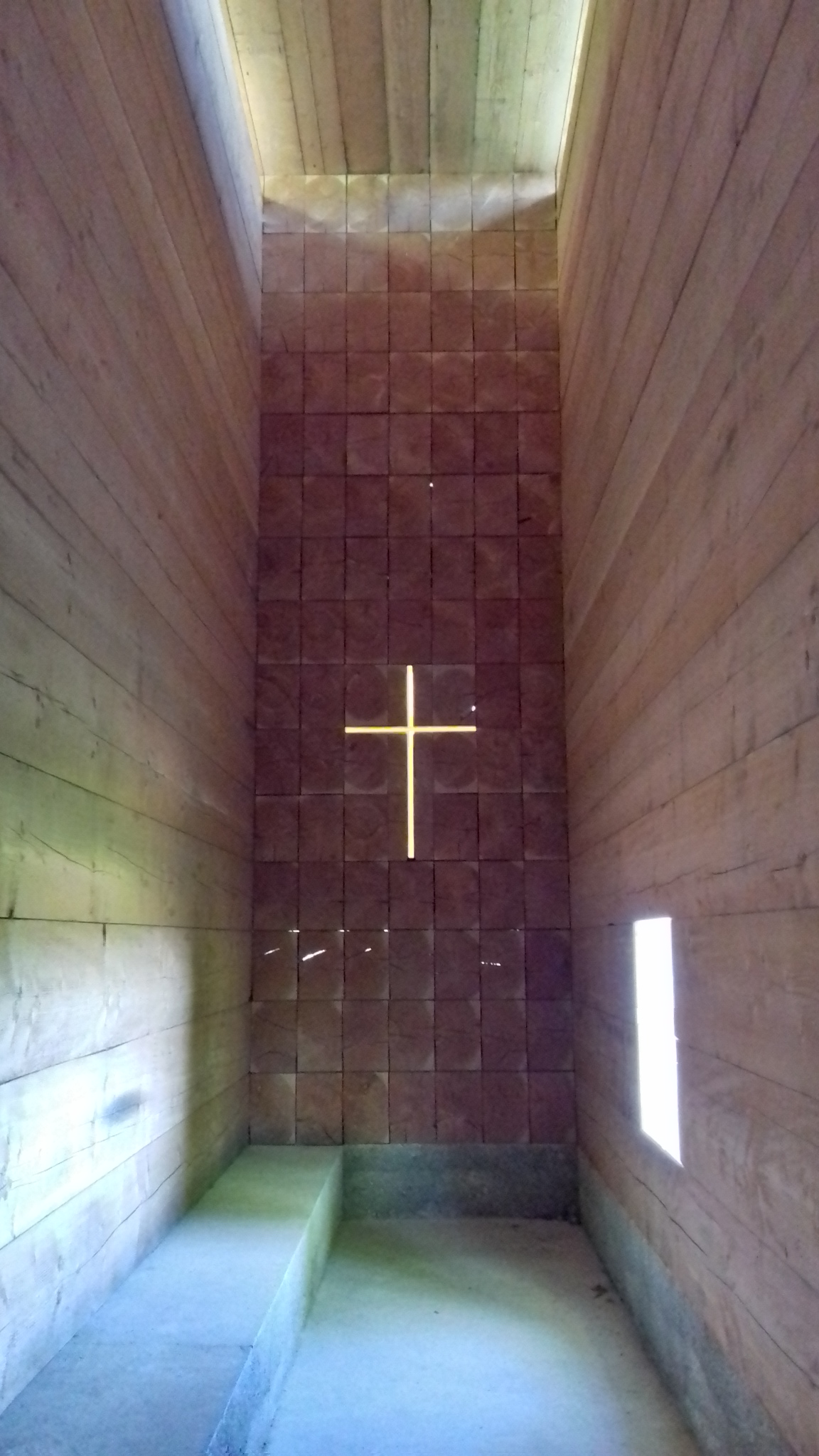
Kapelle Unterliezheim von Jaohn Pawson, Innenansicht
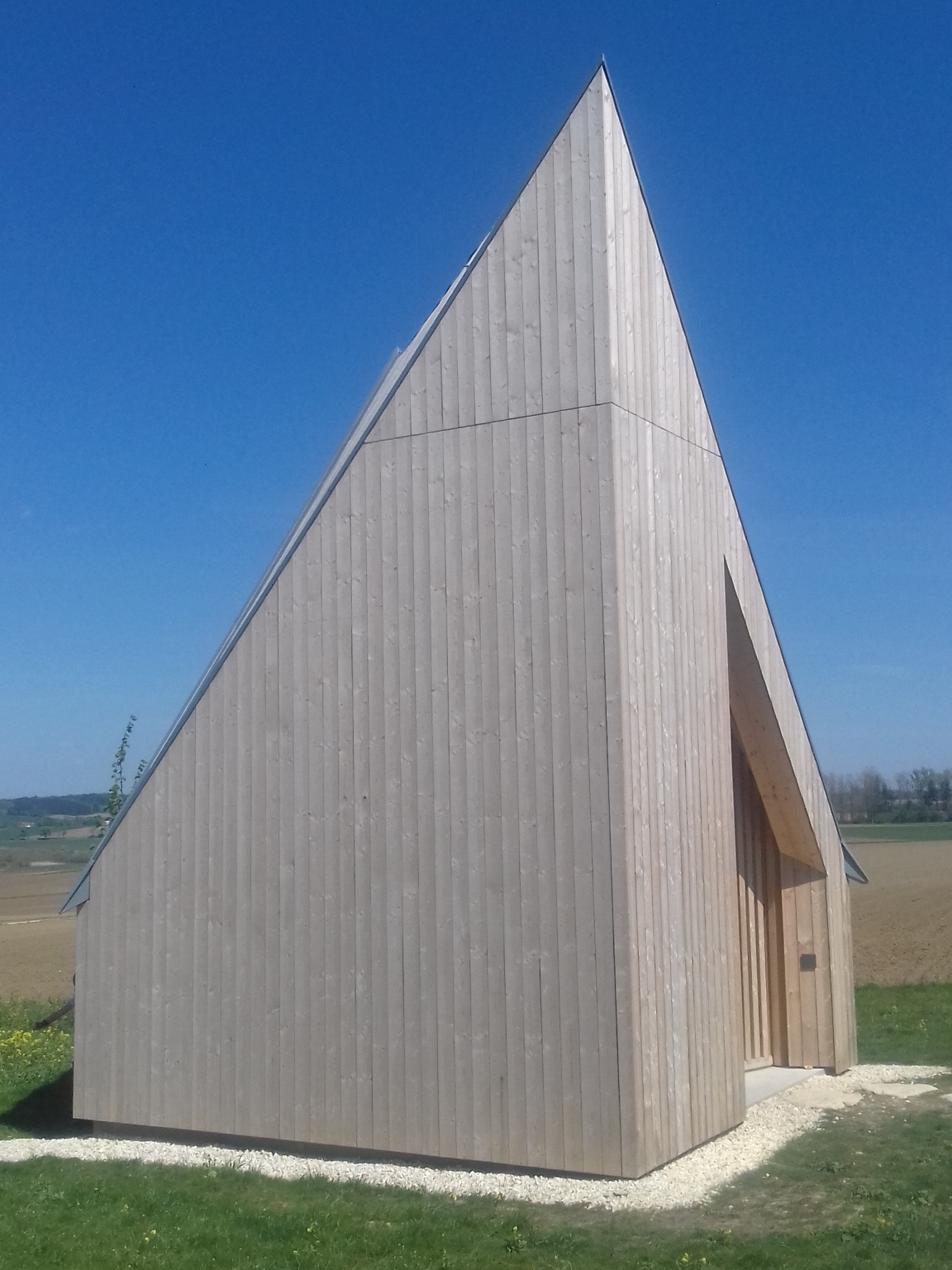
Kapelle Oberbechingen von Frank Lattke, Außenansicht
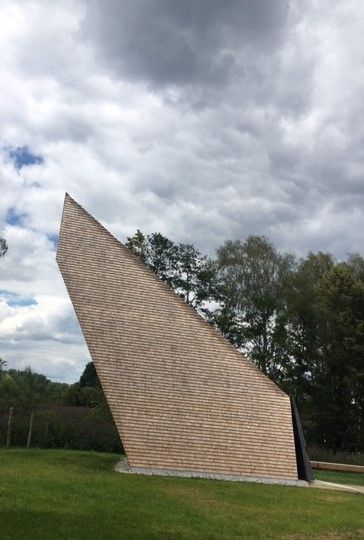
Kapelle Buttenwiesen (bei den Schwaigen) von Alen Jasarevic, Außenansicht
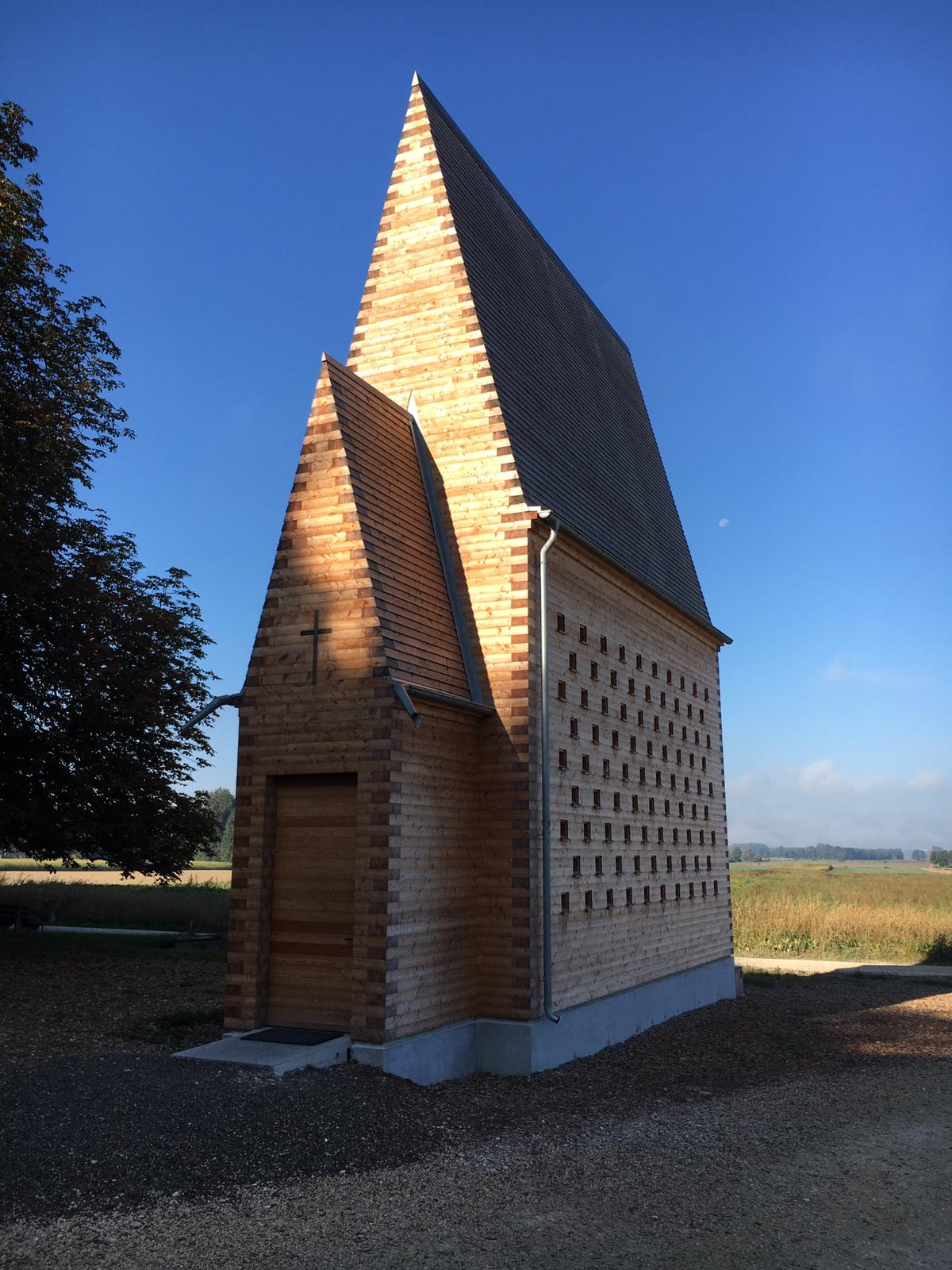
Kapelle Oberthürheim von Christoph Mäckler, Außenansicht
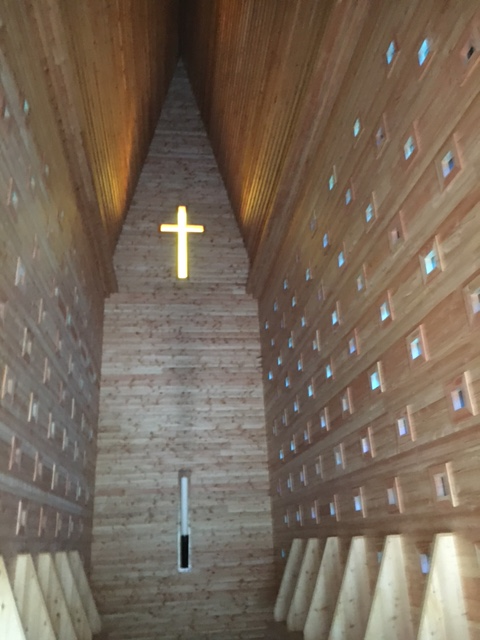
Kapelle Oberthürheim von Christoph Mäckler, Innenansicht
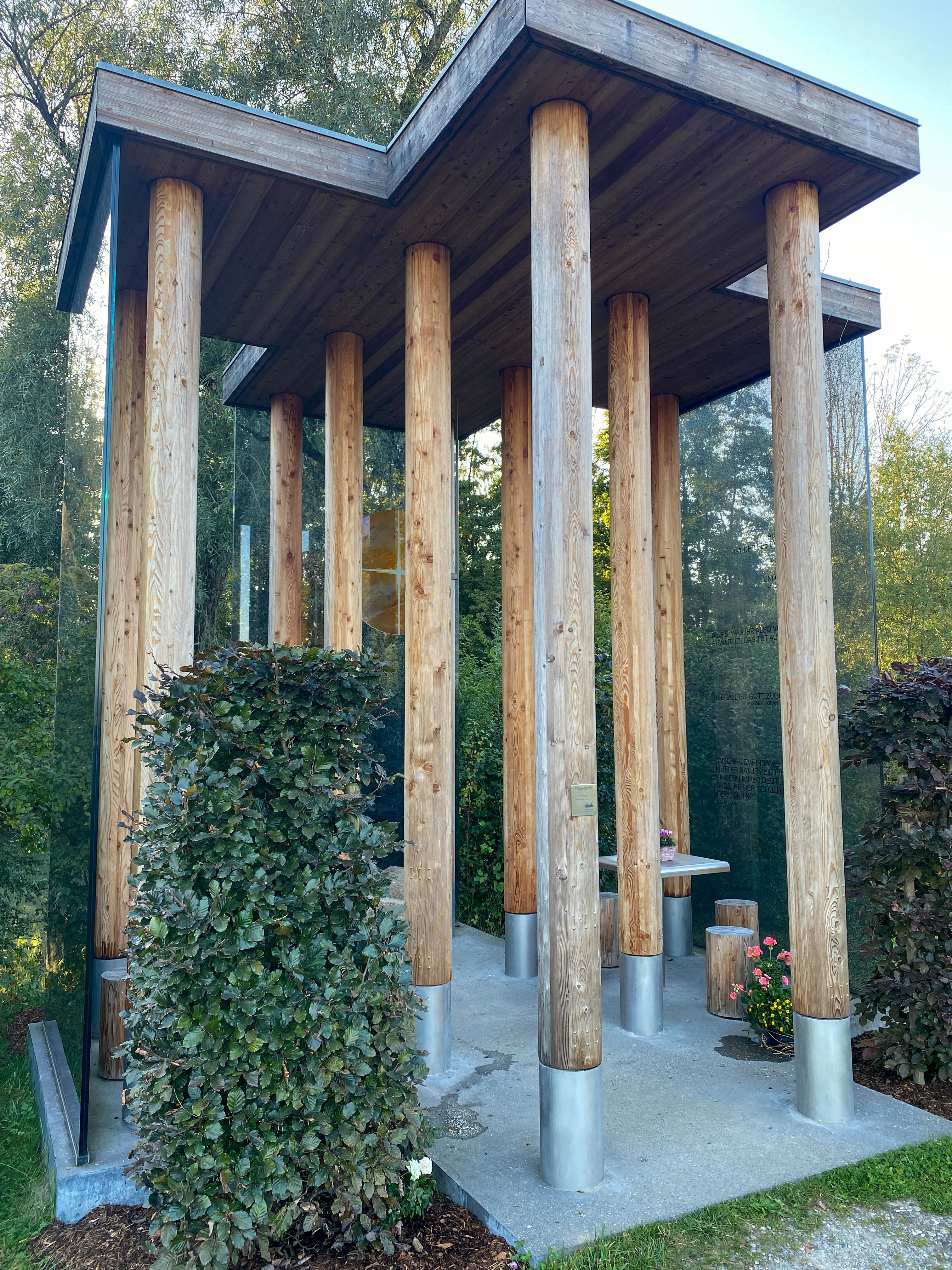
Kapelle Gundelfingen von Hans Engel, Außenansicht
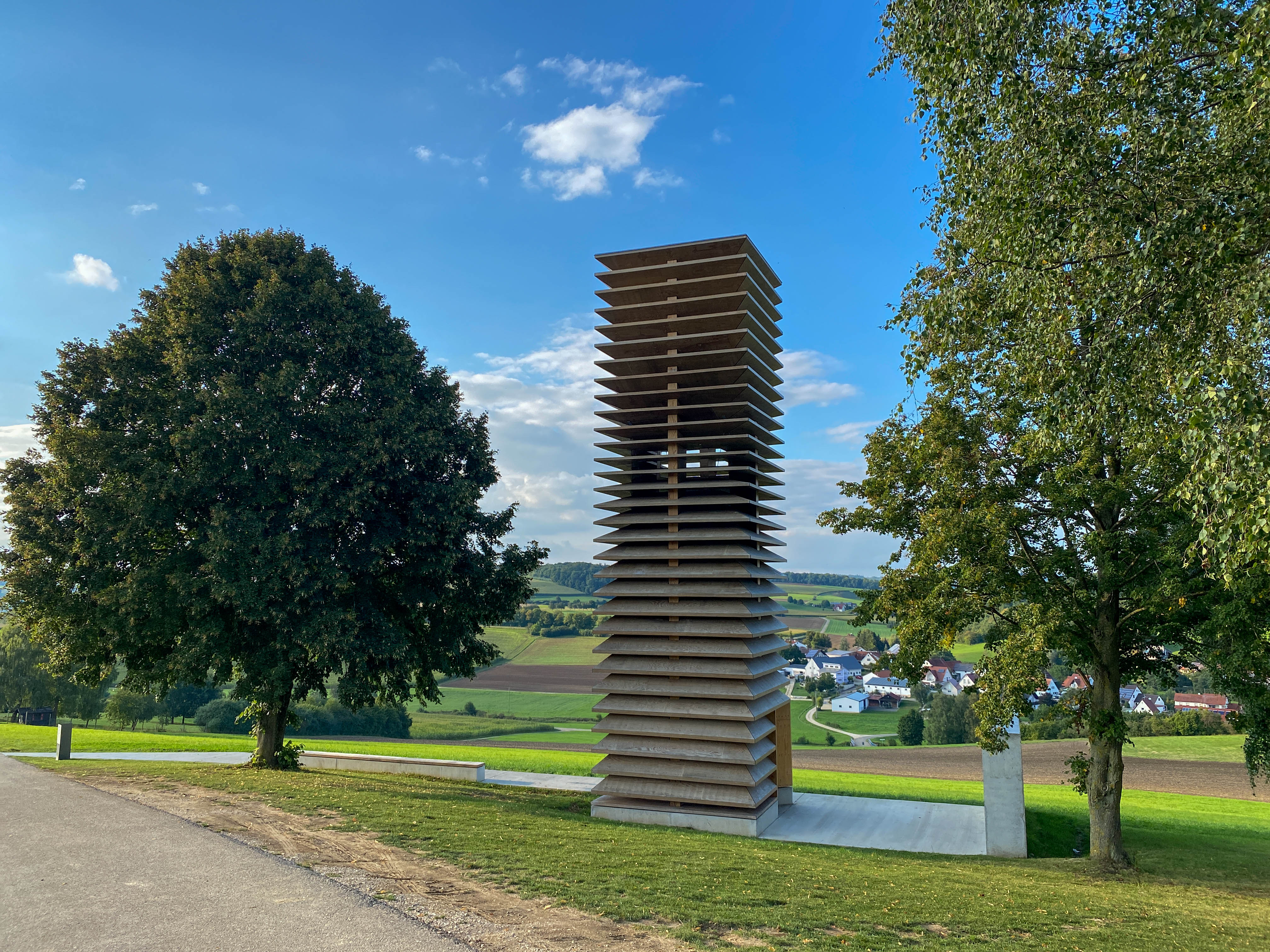
Kapelle Kesselostheim von Volker Staab, Außenansicht

### Filme
- 2019: Architektur und Religion: Sieben Kapellen für Schwaben | Abendschau | BR24
- 2020: Unser Tipp: 7 Kapellen in Schwaben
- 2020: Die 7 Kapellen sind vollendet
- 2021: Ausstellung „7 Kapellen“
- 2021: Projekt „7 Kapellen“ – Teil 1
- 2021: Projekt „7 Kapellen“ – Teil 2